# Церква Сан-Франциско
Церква Сан-Франсиско (порт. Igreja São Francisco de Assis) — католицька церква, що знаходиться в адміністративному районі Пампулья міста Белу-Оризонті, штат Мінас-Жерайс в Бразилії. Національна пам'ятка (ID 373).

## Історія
Церква Сан-Франсиску була побудована в 1943 році як один з архітектурних елементів адміністративного району Пампулья, будівництво якого почалося в 1940 році навколо однойменного штучного озера. Ініціатором будівництва Пампульі був мер Белу-Орізонті Жуселіну Кубічек, майбутній президент Бразилії.
Церква є одним із найвідоміших зразків бразильського модернізму . Вона була побудована за проєктом архітектора Оскара Німеєра та інженера Жуакіна Кардозу . Архітектурний стиль храму та його розписи від початку викликали негативну реакцію архієпископа архієпархії Белу-Орізонті Антоніу Дус Сантус Кабрала. Він заявив, що храм непридатний для богослужінь . Протягом 14 років у церкві не дозволяли проводити богослужіння через її вкрай незвичайні форми та розписи. З певних ракурсів форма храму нагадує серп та молот (відомо, що Німеєр був переконаним комуністом).
Наступник Жуселіну Кубічека на посаді мера після невдалих спроб зруйнувати храм наповнив приміщення церкви предметами культу різних напрямів мистецтва. Пізніше храм перейшов у власність Національного департаменту художньої та історичної спадщини. Після того, як храм було відреставровано у 1958 році, єпископ архієпархії Белу-Орізонті освятив церкву у квітні 1959 року.

## Архітектура
Зовнішні стіни розписані Кандіду Портінарі (фігуративний розпис, святий Франциск проповідує рибам) та Паулу Вернеком (абстрактний розпис). Сад довкола церкви спроєктований Роберту Бурле-Марксом . Церква стоїть на березі озера і виконана із залізобетону . За формою вона нагадує авіаційний ангар з дахом параболічної форми та двома бічними прибудовами. Біля будівлі церкви поставлена дзвіниця у формі призми, що розширюється догори. В інтер'єрі церкви розташовано чотирнадцять живописних панелей, виконаних Портінарі.

## Статус спадщини
Церква Святого Франциска Ассізького була визнана об'єктом спадщини Державним інститутом історичної та художньої спадщини Мінас-Жерайс (IEPHA-MG) з 1984 року, Національним інститутом історичної та художньої спадщини (IPHAN) з 1997 року, і Муніципальною радою культурної спадщини Мінас-Жерайс.
Церква Святого Франциска Ассізького стала об'єктом Світової спадщини ЮНЕСКО в липні 2016 року. Вона є частиною сучасного ансамблю Пампулї, включеної до списку ЮНЕСКО колекції будівель Німейєра в Пампулї.

Вид на Церкву Святого Франциска Ассізького з озера Пампуля